# Gnaeus Cornelius Scipio Asina
Gnaeus Cornelius Scipio Asina, född 310, död 245 f.Kr., var en romersk politiker och fältherre, som blev konsul 260 och 254 samt prokonsul 253 f.Kr.. 
Scipio Asina fick smeknamnet Asina ("Asina" är den feminina formen av "åsna", asinus, på latin) efter att ha förlorat slaget vid Lipara 260 f.Kr. Han förärades dock ett triumftåg efter att han erövrat Panormus 254 f.Kr..